# Yaroslávskaya
Yaroslávskaya (del ruso: Ярославская) es una stanitsa del raión de Mostovskói del krai de Krasnodar, en Rusia. Está situada en la desembocadura del río Pséfir en el Fars, 35 km al noroeste de Mostovskói y 120 km al sudeste de Krasnodar, capital del krai.  Tenía 5 436 habitantes en 2010.
Es cabeza del municipio Yaroslávskoye, al que pertenece asimismo Novotroitski.

## Historia
La localidad fue fundada en 1861. A finales del siglo XIX tenía 8 063 habitantes. Hasta 1920 pertenecía al otdel de Maikop del óblast de Kubán. Entre 1934 y 1962 fue centro administrativo del raión de Yaroslávskaya.

## Transporte
Por la localidad pasa la carretera federal M29 Cáucaso.